# دوچرخه‌سواری در المپیک تابستانی ۱۹۷۶
دوچرخه‌سواری در بازی‌های المپیک تابستانی ۱۹۷۶ نام رویداد ورزش دوچرخه‌سواری در بازی‌های المپیک تابستانی بود که در سال ۱۹۷۶ برگزار شد.

## نتایج

### جاده
| رویداد             | طلا                                                                                  | نقره                                                                                  | برنز                                                              |
| رقابت انفرادی جاده | برنت یوهانسون · سوئد                                                                 | جوزپه مارتینلی · ایتالیا                                                              | میچیسواف نوویسکی · لهستان                                         |
| تایم تریل تیمی     | اتحاد شوروی (URS) · آوو پیکوس · والری چاپلیگین · آناتولی چوکانوف · ولادیمیر کامینسکی | لهستان (POL) · ریشارد شورکوفسکی · تادئوش میتنیک · میچیسواف نوویسکی · استانیسواف شوزدا | دانمارک (DEN) · یورن لوند · ورنر بلاوزون · گرت فرانک · یورن هانسن |

### پیست
| رویداد              | طلا                                                                    | نقره                                                                                  | برنز                                                                      |
| تعقیبی انفرادی      | گرگور براون · آلمان غربی                                               | هرمان پونستن · هلند                                                                   | توماس هوشکه · آلمان شرقی                                                  |
| تعقیبی تیمی         | آلمان غربی (FRG) · پتر فونهوف · گرگور براون · هانس لوتس · گونتر شوماخر | اتحاد شوروی (URS) · ویکتور سوکولف · ولادیمیر اوسوکین · الکساندر پروف · وینالی پتراکوف | بریتانیای کبیر (GBR) · ایان هالم · ایان بانبوری · مایکل بنت · رابین کروکر |
| اسپرینت             | آنتون تکاچ · چکسلواکی                                                  | دانیل مورلون · فرانسه                                                                 | یورگن گشکه · آلمان شرقی                                                   |
| ۱ کیلومتر تایم تریل | کلاوس یورگن گرونکه · آلمان شرقی                                        | میخل فارتن · بلژیک                                                                    | نیلس فردبور · دانمارک                                                     |

## جدول مدال‌ها
| رتبه | کشور           | طلا | نقره | برنز | مجموع |
| ۱    | آلمان غربی     | ۲   | ۰    | ۰    | ۲     |
| ۲    | اتحاد شوروی    | ۱   | ۱    | ۰    | ۲     |
| ۳    | آلمان شرقی     | ۱   | ۰    | ۲    | ۳     |
| ۴    | چکسلواکی       | ۱   | ۰    | ۰    | ۱     |
| ۴    | سوئد           | ۱   | ۰    | ۰    | ۱     |
| ۶    | لهستان         | ۰   | ۱    | ۱    | ۲     |
| ۷    | بلژیک          | ۰   | ۱    | ۰    | ۱     |
| ۷    | فرانسه         | ۰   | ۱    | ۰    | ۱     |
| ۷    | ایتالیا        | ۰   | ۱    | ۰    | ۱     |
| ۷    | هلند           | ۰   | ۱    | ۰    | ۱     |
| ۱۱   | دانمارک        | ۰   | ۰    | ۲    | ۲     |
| ۱۲   | بریتانیای کبیر | ۰   | ۰    | ۱    | ۱     |